# Rivierhaven van Jakoetsk
De Rivierhaven van Jakoetsk (Russisch: Якутский речной порт; Jakoetski retsjnoj port), afgekort JaRP (ЯРП), is de grootste binnenhaven van de rivier de Lena in de Russische autonome republiek Sacha (Jakoetië). De haven ligt aan de zogenoemde Gorodskaja protok (Stadszijrivier) aan linkerzijde van de rivier, bij de regionale hoofdstad Jakoetsk en op 1530 kilometer van de monding van de rivier.

## Activiteiten
De Rivierhaven van Jakoetsk speelt een belangrijke rol bij de overslag van goederen die binnenkomen vanuit Osetrovo en zorgt voor het vervoer van lokale goederen en passagiers. De haven is een van de belangrijkste schakels bij de levering van goederen aan Jakoetië en andere plaatsen in het Hoge Noorden (de Severny zavoz). Er worden goederen overgeslagen van en naar de noordelijke regio's van Jakoetië, een deel van het noorden van de kraj Krasnojarsk en Tsjoekotka. De belangrijkste goederen zijn industriële goederen, voedselproducten, machines, metalen, bouwmaterialen, steenkool en chemische producten. Het vaarseizoen is vanwege het strenge landklimaat beperkt tot 135 tot 150 dagen per jaar. Door het gebruik van ijsbrekers op de veerboot door de Lena kan deze periode soms iets worden opgerekt.
De totale lengte van de kades is ongeveer 1,5 kilometer. De haven beschikt over bijna 60 kranen en een havenvloot van bijna 120 schepen, waaronder ruim 50 vrachtvaartuigen en bijna 20 passagiersboten.
Het havenbedrijf verzorgt ook transportdiensten over de Lena vanaf Osetrovo tot Zjigansk en over de zijrivieren Aldan en Viljoej. Het havenbedrijf omvat ook de haven van Njoerba en ligplaatsen in de plaatsen Nizjni Bestjach en Mochsogolloch. Daarnaast is het havenbedrijf actief in de productie en de handel in bouwmaterialen en heeft het een eigen drukkerij.

## Geschiedenis
Aan het einde van de 19e eeuw begon enige reguliere scheepvaart te ontstaan op de Lena. In Jakoetsk lagen de aanlegplaatsen in die tijd niet op een vaste plek. Een van de bekendste was de aanlegplaats bij het pakhuis Kroezjalo. Op 25 september 1900 werd een kade aangelegd voor de afhandeling van post en passagiers van de scheepvaartsdiensten van koopman Nikolaj Glotov.
Na  de Russische Revolutie werd het havenbedrijf een onderdeel van staatsbedrijf Lenskoje obedinjonnoje retsjnoje parochodstvo (LORP), die de scheepvaart over de Lena en aangrenzende waterwegen in het noorden van Siberië verzorgd. . Op het deel van de haven dat de naam Golminka droeg werd in die tijd een houten havenkantoortje gebouwd,
dat in de jaren 1930 werd vervangen door een groter havenkantoor met 5 opslagplaatsen met een totale oppervlakte van 2117 m². Ook werd een aantal overslagplatforms gebouwd ter grootte van 1519 m². Alle kades waren gemaakt van karbasplaten (karbassen waren zeilboten, die onder andere in Noord-Siberië voeren). In die tijd werden ter hoogte van Darkylach (7 km ten noorden van Golminka en 5 kilometer ten noorden van de huidige haven) werden 4 opslagplaatsen gebouwd met een totale oppervlakte van 1605 m².
In de jaren 1940 waren er in de haven 8 kades met een totale lengte van 660 meter. Bij het laden en lossen werd gebruik gemaakt van zowel kranen, transporteurs als handarbeid. Voor reparatiewerkzaamheden waren er bij Golminka een aantal werkplaatsen voor het onderhoud aan machines, timmerwerk en smeedwerk.
In de tweede helft van de jaren 1950 werd het aantal scheepsreparatiewerkplaatsen en kades sterk uitgebreid om de toenemende scheepvaart te kunnen bedienen. Dit had te maken met de aansluiting van de haven Osetrovo van de stad Oest-Koet op de Oost-Siberische Spoorlijn (de verlenging tussen Tajsjet en Bratsk), Deze haven werd hiervoor sterk uitgebreid en zorgde voor een grote groei van het vrachtverkeer op de rivierhaven van Jakoetsk, dat daarvoor in opdracht van de Sovjetregering sterk werd uitgebouwd ten koste van de haven van Darkylach. Eind jaren 1950 kreeg de haven haar huidige naam. Om voldoende diepte voor de schepen te genereren werd in 1960 de Gorodskaja protok (een zijarm van de Lena) afgedamd ten zuiden van de haven. De stadsbewoners noemen dit deel van de Gorodskaja protok ook wel het 'kanaal'. Dit water werd vervolgens uitgediept. In 1966 was de nieuwe haven gereed.
In de daaropvolgende jaren groeide het vracht- en passagiersvervoer en werd de capaciteit van de haven verder uitgebreid. In 1973 werd de bouw van de 1e fase van de haven voltooid waarbij geautomatiseerde afmeerkades met een lengte tot 460 meter werden gerealiseerd. In 1972 werd een rivierstation gebouwd voor het passagiersvervoer.
In 1994 werd de haven gescheiden van het scheepvaartbedrijf LORP en geprivatiseerd. In 2003 werd het bedrijf omgevormd tot een holding. De havenfacilliteiten zijn echter lange tijd niet vernieuwd. De kranen dateren veelal nog uit de jaren 1970. Volgens een inspectie in 2013 zouden alle kranen niet meer voldoen aan de veiligheidseisen, maar dit werd door de directeur van de haven tegengesproken: De technische levensduur van de kranen in jaren was inderdaad overschreden, maar omdat ze door het kortere vaarseizoen slechts 5 maanden in gebruik zijn kunnen ze volgens de wet langer worden gebruikt. Bovendien waren alle kranen volgens hem in goede conditie.

## Afbeeldingen

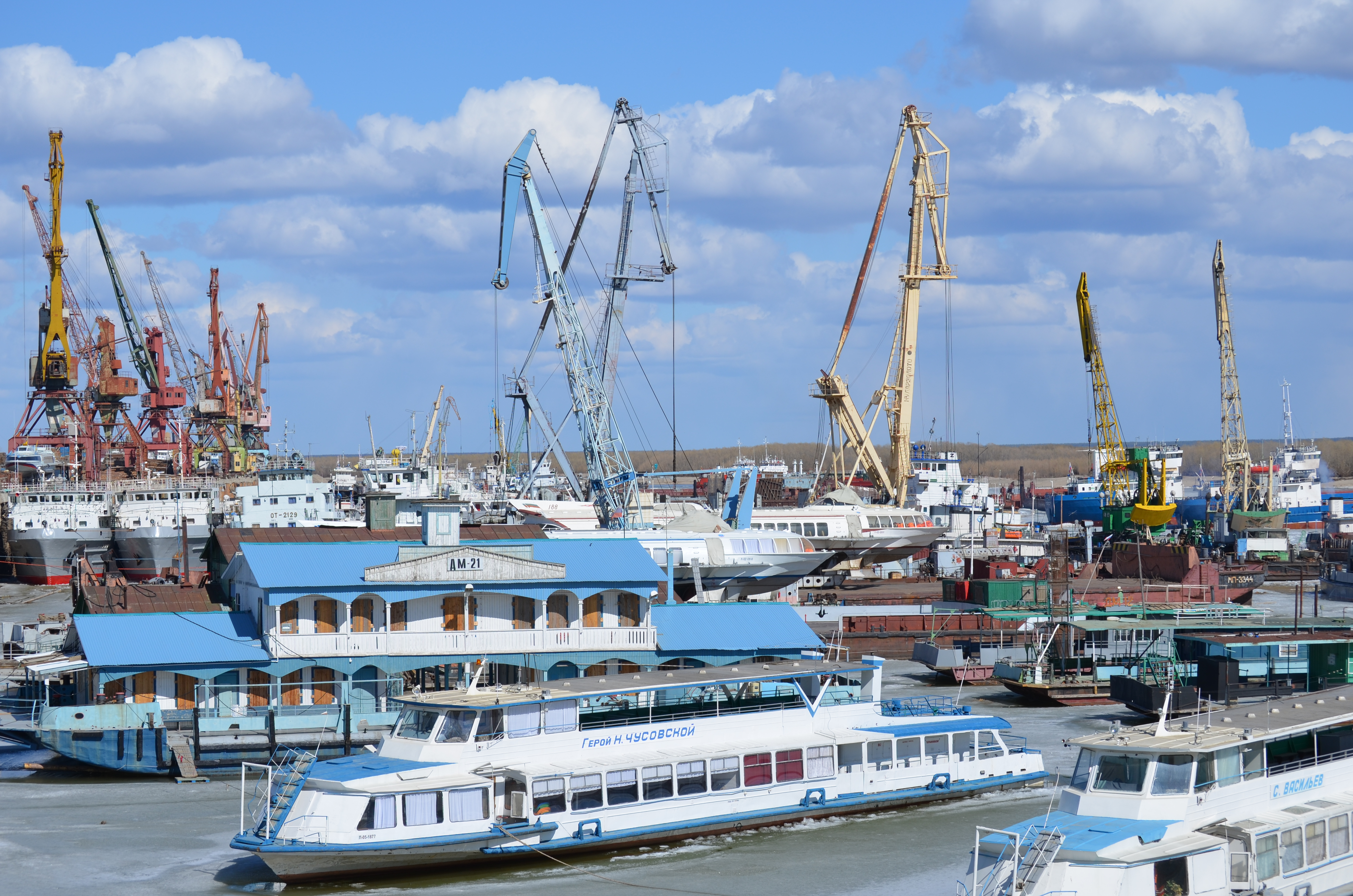
HAvenkranen en schepen in de haven
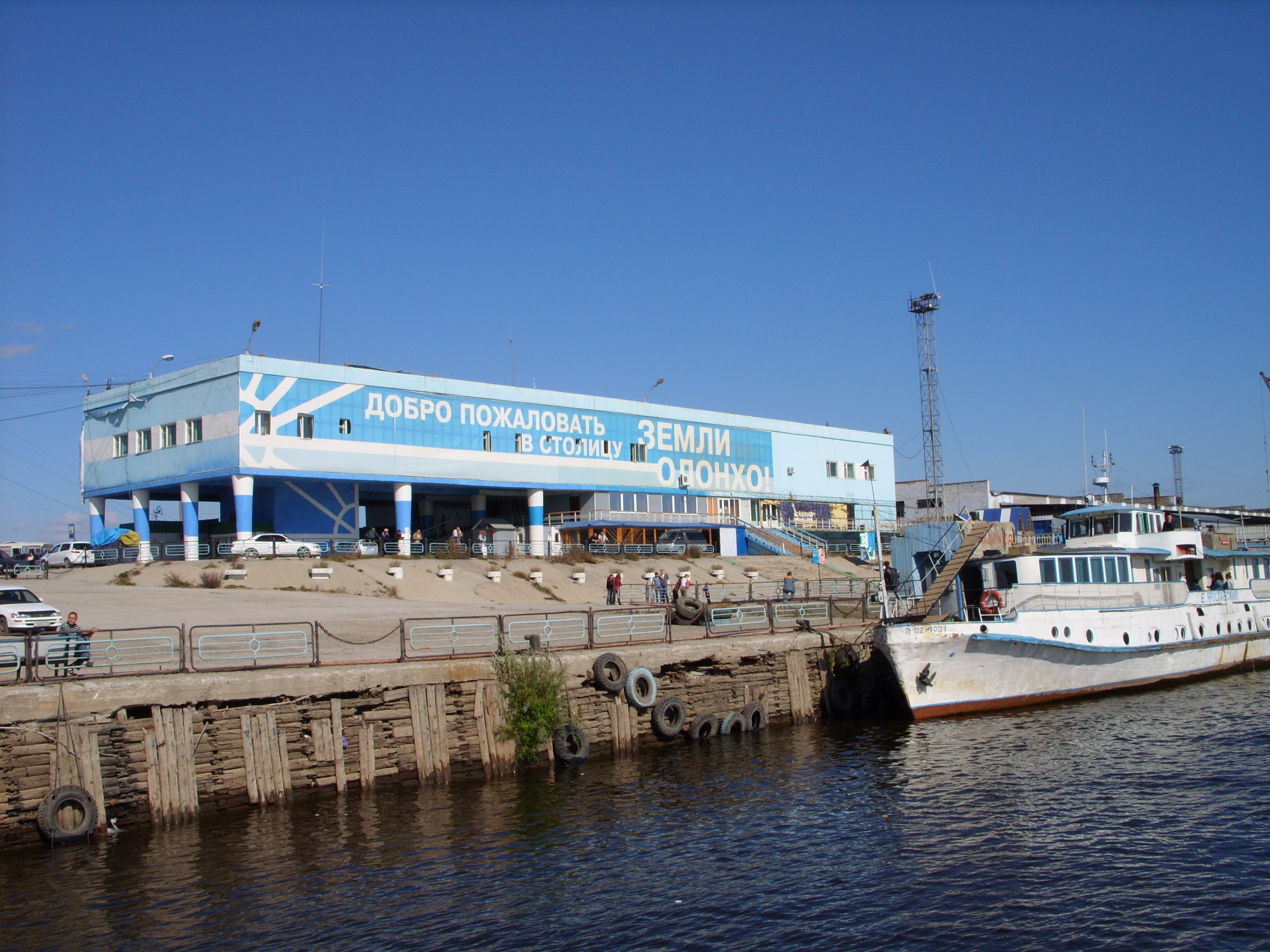
Rivierstationgebouw van de Rivierhaven van Jakoetsk
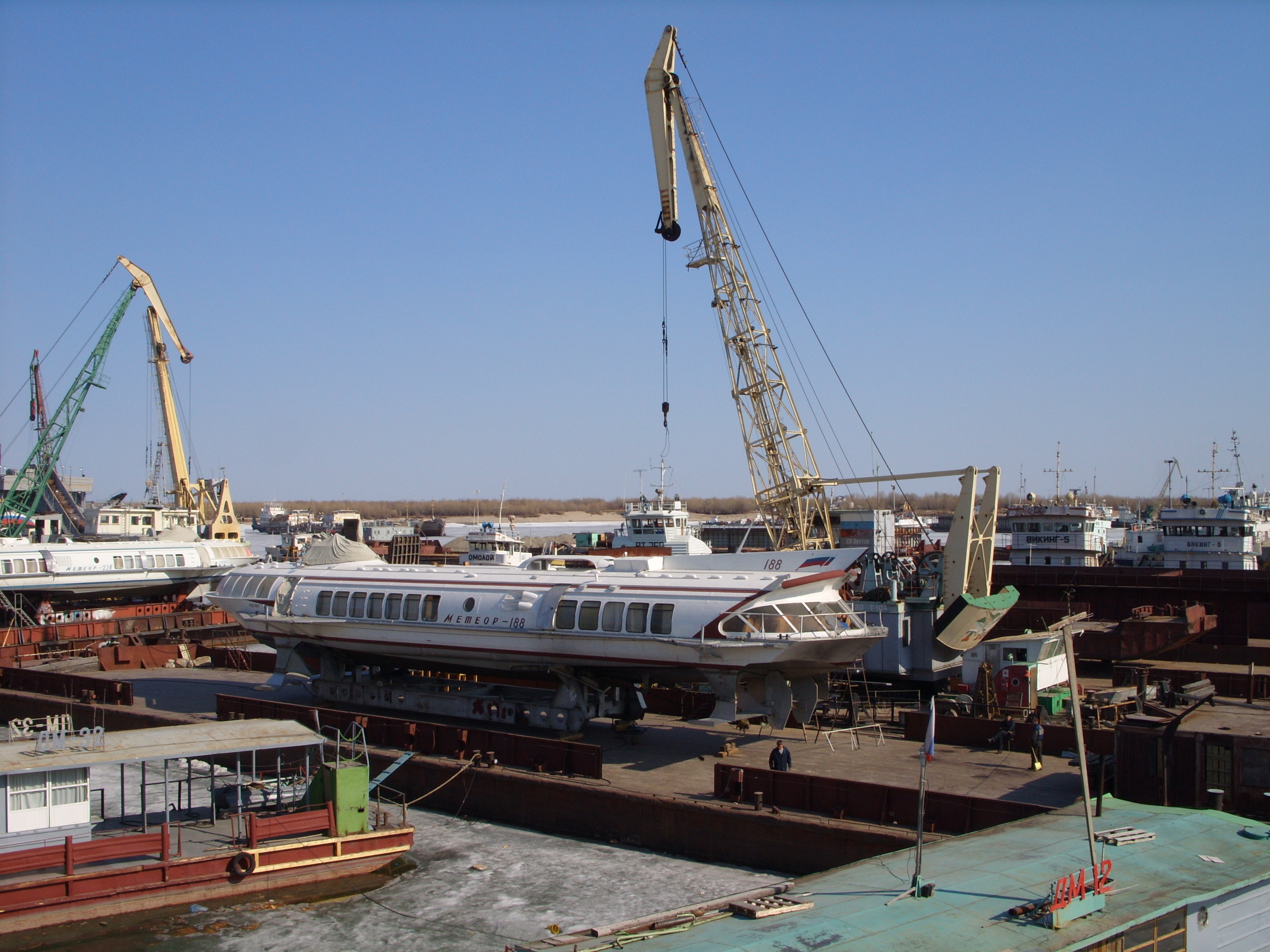
Draagvleugelboot op een droogdok in de haven
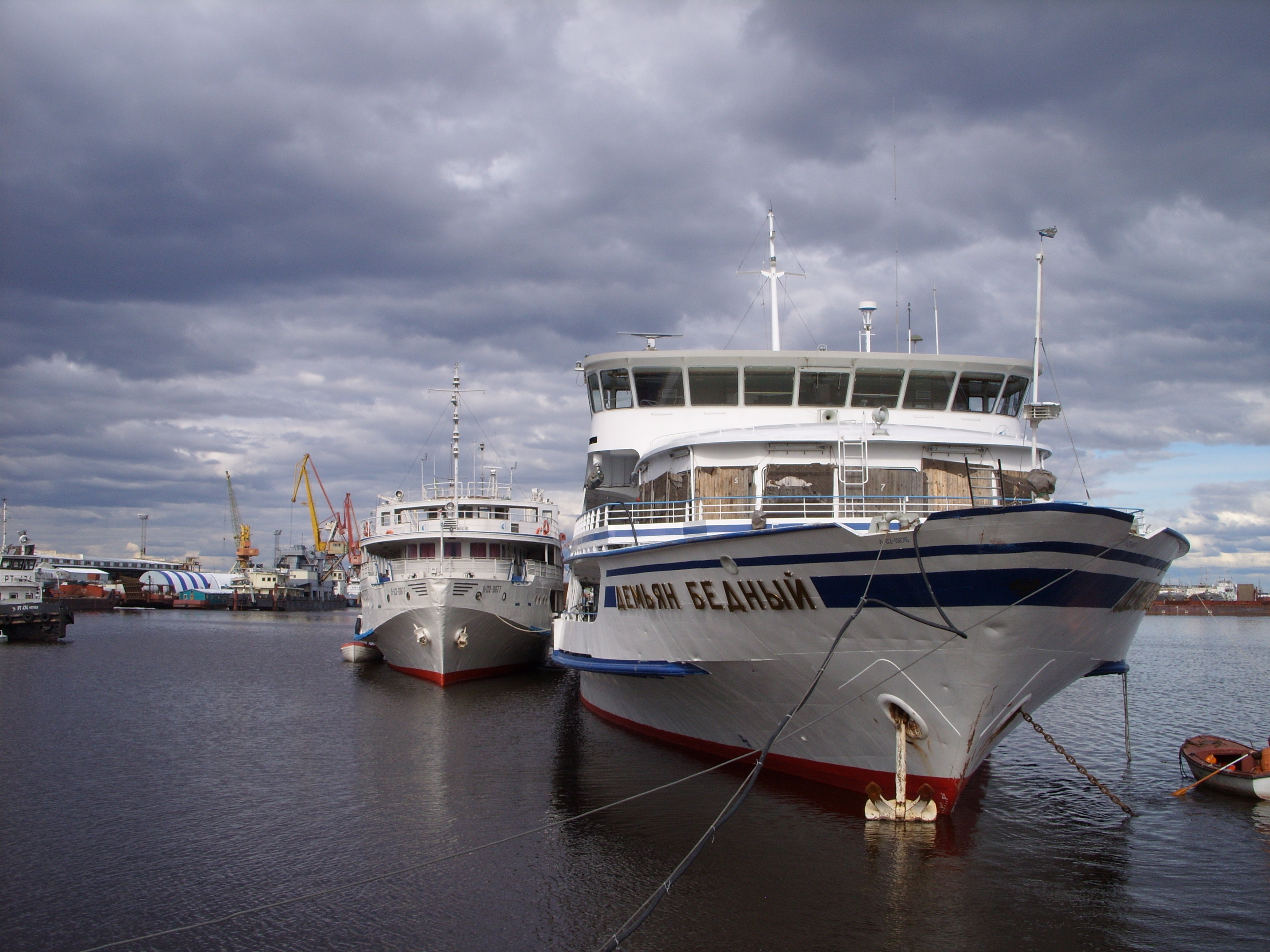
Riviercruiseboten Demjan Bedny en Mechanik Koelibin in de haven
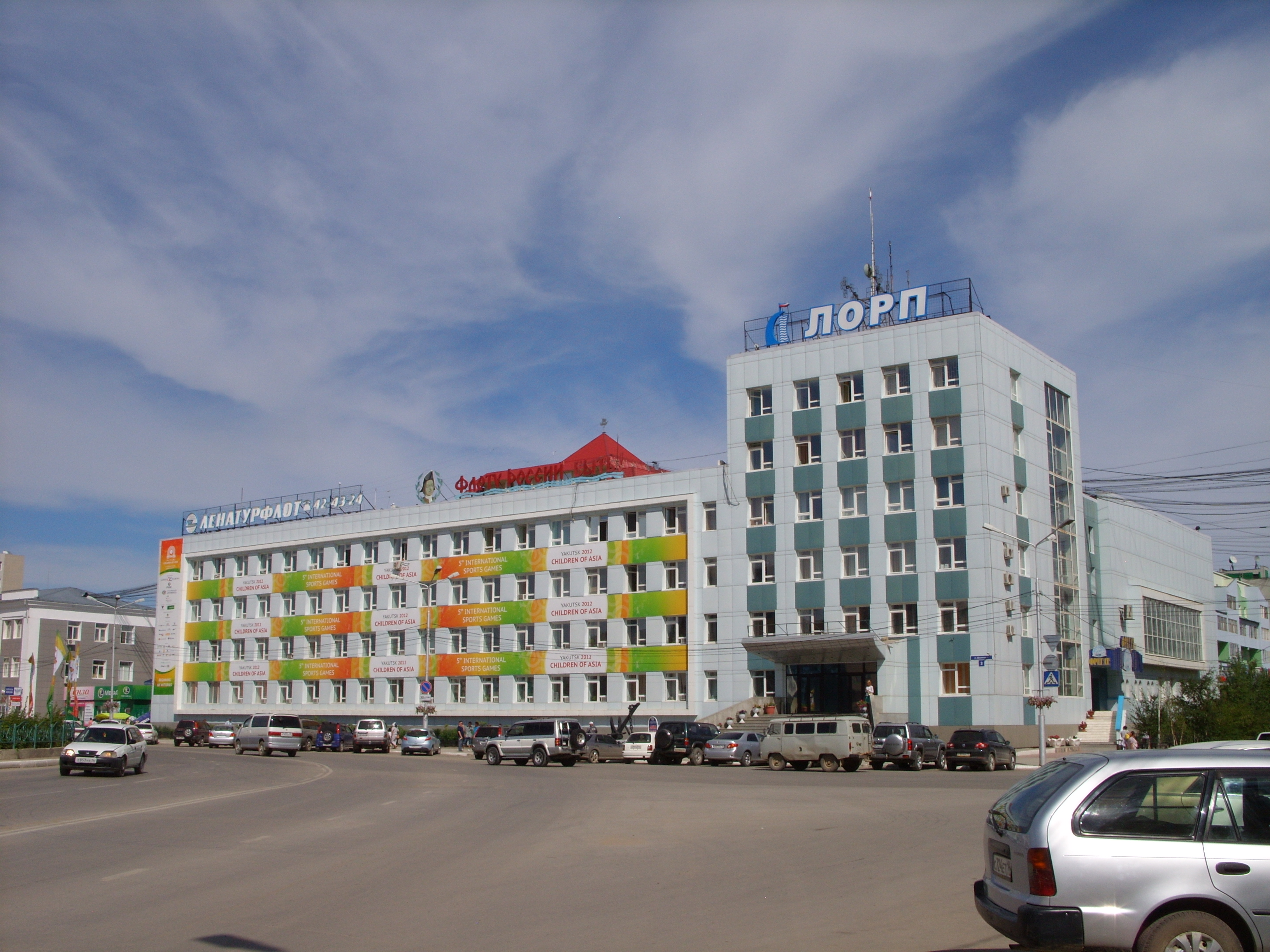
Kantoor van de Lenskoje obedinjonnoje retsjnoje parochodstvo (LORP)
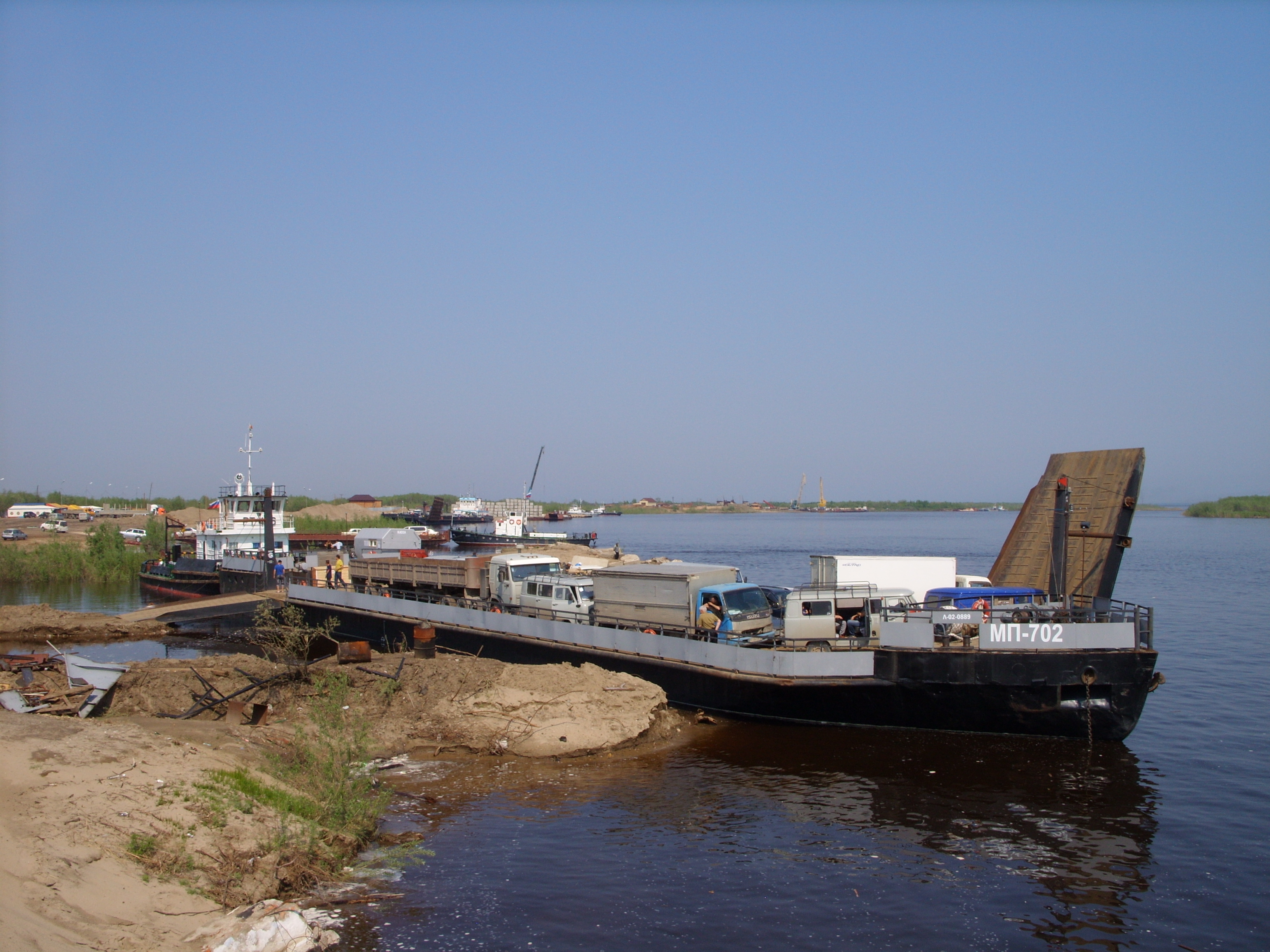
Veerboot tussen Darkylach (ten noorden van de haven) en Nizjni Bestjach